# Comuna Zlînka, Mala Vîska
Zlînka (în ucraineană Злинка) este o comună în raionul Mala Vîska, regiunea Kirovohrad, Ucraina, formată din satele Novakivka, Prohorova Balka și Zlînka (reședința).

## Demografie
Componența lingvistică a comunei Zlînka
     Ucraineană (58,09%)
     Rusă (40,91%)
     Alte limbi (0,7%)
Conform recensământului din 2001, majoritatea populației comunei Zlînka era vorbitoare de ucraineană (58,09%), existând în minoritate și vorbitori de rusă (40,91%).